# 九州国際スリーデーマーチ
九州国際スリーデーマーチ(きゅうしゅうこくさいすりーでーまーち）とは、毎年5月中旬に行われる歩け歩け大会である。埼玉県東松山市で行われる日本スリーデーマーチに次ぐ国内第２位の規模の大会であり、同大会とともに、国際マーチングリーグに登録されている。

## 開催期間
毎年5月のゴールデンウィーク後の週末3日間（第2金～日曜開催が多い）に開催されていた。しかし５月でも30度近い気温となる年もあり熱中症や体調不良などの発生が非常に危惧される状況となってきている現状を受け、2023年から3月の第1土曜日を基準とする金・土・日曜日の3日間開催に変更となる予定である。

## 大会会場
熊本県八代市渡町　球磨川河川緑地
(国道219号新萩原橋下。JR八代駅・肥薩おれんじ鉄道八代駅から徒歩約15分)

## 主催・共催・主管

### 主催
- 八代市
- 一般社団法人日本ウォーキング協会

### 共催
- 熊本日日新聞社
- 熊本朝日放送
- 日本市民スポーツ連盟
- 熊本県ウォーキング協会

ほか

### 主管
- 九州国際スリーデーマーチ実行委員会

## コース

### 40kmコース（1・2日目のみ）
- 当大会の中で最も長距離を歩く健脚向けのコース。比較的平坦な道が多いが、コースによっては峠越えの区間があり、長距離を歩く体力と持久力が要求される。

### 30kmコース（3日目のみ）
- 全区間平坦部を歩くコース。中距離コースではあるが、40km同様健脚向けのコースであるため、それ相応の体力と持久力が必要。

### 20kmコース（全日程）
- 中距離コースである。どのコースもアップダウンは無く、比較的歩きやすい。八代平野の景色を思う存分満喫できるコースである。

### 10kmコース（全日程）
- 短距離コースである。20kmコース同様歩きやすいコースで、やつしろハーモニーホールなど八代市内中心部の観光名所を巡る。ウォーキング初心者や観光しながら歩きたい人におすすめ。

### 5kmコース（2・3日目のみ）
- 会場周辺を巡るコース。ファミリーやゆっくり散策したい人向けのコースである。

### 秘境五家荘特別10kmコース（1泊2日）
- 平家落人の伝説の地、五家荘を歩くコース。このコースのみツアー型のウォーキングコースとなっており、別途事前の予約・申し込みが必要（参加人数限定）。

### 給水・チェックポイント
- 各コースとも、途中数ヶ所に給水ポイントがあり、参加者はミネラルウォーターやお茶（麦茶）・スポーツドリンクの給水サービスを受けることができるほか、一部の給水・昼食ポイントでは地元の人による漬物や果物などのサービスがある。なお、一部のポイントではチェックポイントを兼ねているところがあり、参加者はコースマップのチェック欄にチェックポイントのスタンプを押してもらい、通過する（コース途中のチェックポイントのスタンプがない場合、完歩の認定は受けられないので注意。コースによってはチェックポイントが複数ヶ所存在する）。また、各ポイントは個別に開設時間が定められており、参加者は開設時間内に通過する必要がある。

## 認定・表彰

### 完歩証
- 全ての対象コースを参加・完歩するとゴール（フィニッシュ）地点で完歩証が贈られる。また、この完歩証でお楽しみ抽選会に参加でき、協賛各社の商品がもらえる。

### がらっぱバッジ
- 全ての対象コースを3日間完歩するとがらっぱバッジと呼ばれるバッジが贈られる。また、参加回数に応じて異なる数字のがらっぱバッジが贈られる（前回数のがらっぱバッジを係員に見せる必要がある）。

### 国際マーチングリーグ（IML）
- 1日20km以上の対象コースを3日間完歩すると認定スタンプがもらえる（認定料無料）。世界各地の対象ウォーキング大会を規定の回数参加し完歩すると、表彰が受けられる。専用のパスポートは1000円。

### 日本マーチングリーグ（JML）
- IML同様、1日20km以上（子どもと高齢者は10km以上）の対象コースを3日間完歩すると認定スタンプがもらえる（認定料200円）。規定の回数を参加・完歩すると表彰が受けられる。なお、認定を受ける場合は初日の各コース出発前までに専用のパスポートを係員に預け、最終日の完歩後に預り証及び認定料と引き換えに認定のスタンプが押されたパスポートを受け取る。専用のパスポートは1000円。

### オールジャパンウォーキングカップ（AJWC）
- 全ての対象コースを3日間完歩すると認定スタンプがもらえる（認定料200円）。規定の回数を参加・完歩すると表彰が受けられる。なお、全47都道府県の対象大会を参加・完歩すると、長野県阿智村（信濃比叡）にある歩楽達人の碑（ウォーキング記念碑）に名前が刻まれる。専用のパスポートは500円。

### 国際（日本）市民スポーツ連盟（JVA・IVV）
- 全ての対象コースを参加・完歩すると認定スタンプがもらえる（認定料無料）。こちらは毎日認定のため、各日程のコース完歩後に認定スタンプをもらう必要がある。規定の回数・距離を完歩すると、その回数・距離に応じて表彰が受けられる。専用のパスポートは参加・距離の記録証がセットで200円。

### 九州マーチングリーグ（九ML）
- 10km以上の対象コースを3日間のうち、いずれか1日参加・完歩すると認定スタンプがもらえる（認定料無料）。さらに九州地区の認定対象大会全てに参加・完歩すると、参加回数に応じて表彰が受けられる。専用のパスポートは200円。

### その他の認定
- 美しい日本の歩きたくなる道500選
- やつしろマーチングリーグ（YML）
- 新日本歩く道紀行100選

## イベント
- 地元八代地域の物産展や芸能フェスティバル（郷土芸能）のほか、八代出身の八代亜紀・陣内貴美子のトーク&ライブショーが開催される。また、ノルディックウォークの体験会などのイベントも行われる。

## その他
- 本大会の関連ウォーキングとして、八代市内のほぼ全ての学校が参加する「いっそでウォーク」（大会1日目のみ）が行われる。このウォーキングは各学校が学校周辺など独自のコースを歩くもので、歩いて心身を育てる“歩育授業”の一環として実施している。

- 大会3日目（最終日）限定だが、大会会場からJR八代駅まで（片道のみ）の無料シャトルバスがでている。時間は12:30～15:30までの30分間隔運行。

- 大会終了の翌日（月曜日）に、肥薩おれんじ鉄道を利用しての「不知火浪漫せっかくウォーク」が行われる。このコースは肥薩おれんじ鉄道の八代駅から肥後二見駅まで列車で移動し、そこから八代海（不知火海）を見ながら芦北町の御立岬温泉センターまでの10kmを歩く。その後は各自で昼食・温泉を楽しみ、送迎バスでたのうら御立岬公園駅へ向かい、列車で八代駅に戻る。このコースは五家荘特別コース同様、別途事前に申し込む必要がある。